# Bottnaryds landskommun
Bottnaryds landskommun var en tidigare kommun i Jönköpings län.

## Administrativ historik
När 1862 års kommunalförordningar trädde i kraft den 1 januari 1863 inrättades i Sverige cirka 2 400 landskommuner samt 89 städer och ett mindre antal köpingar.
Då inrättades i Bottnaryds socken i Mo härad i Småland denna kommun. Vid kommunreformen 1952 uppgick denna landskommun i Norra Mo landskommun som 1971 uppgick i Jönköpings kommun.

## Politik

### Mandatfördelning i Bottnaryds landskommun 1942-1946
| 3 | 1 | 9 | 5 | 2 |

| 20 |

| 2 | 1 | 13 | 4 |

| 19 |